# Viburnum siltepecanum
Viburnum siltepecanum är en desmeknoppsväxtart som beskrevs av Cyrus Longworth Lundell. Viburnum siltepecanum ingår i släktet olvonsläktet, och familjen desmeknoppsväxter. Inga underarter finns listade i Catalogue of Life.